# Luc Bijker
Lucas (Luc) Bijker, ook bekend als Luuk Bijker (Steenwijk, 30 mei 1932 – 2 mei 2018) was een Nederlands voetballer en voetbalcoach.

## Biografie
Luc Bijker was de zoon van Jan Bijker en Henderika Petertje de Lang. Hij had een jongere zus. Hij was getrouwd met Sini Meijer.
Hij speelde van 1955 tot en met 1956 bij Ajax als middenvelder en verdediger. Van zijn debuut in het kampioenschap op 28 augustus 1955 tegen NOAD tot zijn laatste wedstrijd op 2 september 1956 tegen NAC speelde Bijker in totaal 33 wedstrijden en scoorde drie doelpunten in het eerste elftal van Ajax.
Hij overleed in mei 2018 op 85-jarige leeftijd.

## Carrièrestatistieken
| Seizoen         | Club            | Land            | Competitie        | Competitie | Competitie | Beker | Beker | Internationaal | Internationaal | Overig | Overig | Totaal | Totaal |
| Seizoen         | Club            | Land            | Competitie        | Wed.       | Dlp.       | Wed.  | Dlp.  | Wed.           | Dlp.           | Wed.   | Dlp.   | Wed.   | Dlp.   |
| --------------- | --------------- | --------------- | ----------------- | ---------- | ---------- | ----- | ----- | -------------- | -------------- | ------ | ------ | ------ | ------ |
| 1954/55         | BVC Den Haag    | Nederland       | NBVB (Afgebroken) | –          | 1          | –     | –     | –              | –              | 0      | 0      | –      | 1      |
| 1954/55         | Holland Sport   | Nederland       | Eerste klasse A   | –          | 7          | –     | –     | –              | –              | 0      | 0      | –      | 7      |
| 1955/56         | Ajax            | Nederland       | Hoofdlasse A      | 32         | 3          | –     | –     | –              | –              | 0      | 0      | 32     | 3      |
| 1956/57         | Ajax            | Nederland       | Eredivisie        | 1          | 0          | 1     | 0     | –              | –              | 0      | 0      | 2      | 0      |
| 1957/58         | BVC Amsterdam   | Nederland       | Eredivisie        | 1          | 0          | –     | 0     | –              | –              | 0      | 0      | –      | –      |
| Carrière totaal | Carrière totaal | Carrière totaal | Carrière totaal   | –          | 11         | –     | 0     | 0              | 0              | 0      | 0      | –      | 11     |

## Erelijst
Ajax
| Nationaal     |    |         |
| Landskampioen | 1x | 1956/57 |